# Ernesto Fischler de Treuberg

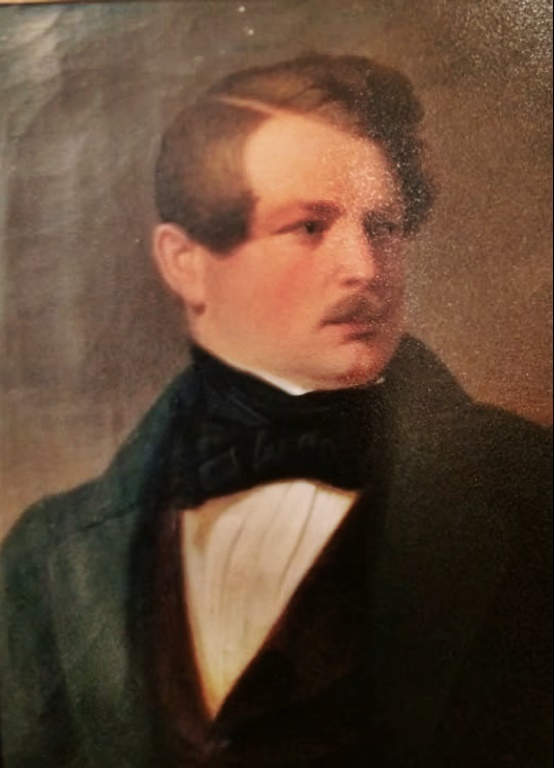
O Conde de Treuberg

Ernesto José João Fischler de Treuberg (em alemão: Ernst Joseph Johann Fischler von Treuberg; Holzen, 1 de junho de 1816 — 14 de março de 1867), foi um nobre alemão, 2.º Conde de Treuberg, Barão de Holzen, casado com Isabel Maria de Alcântara Brasileira, a Duquesa de Goiás, filha do imperador Pedro I do Brasil e de sua amante, Domitila de Castro Canto e Melo, a Marquesa de Santos.

## Biografia
Ernesto Fischler de Treuberg nasceu no dia 1º de junho de 1816, na cidade de Holzen, filho de Francisco Fischler de Treuberg, 1.º Conde de Treuberg, e de sua esposa, Maria Joana, Condessa de Hohenzollern-Sigmaringen. Era neto, por parte da sua mãe, de  Carlos Frederico, Príncipe de Hohenzollern-Sigmaringen..

### Casamento e descendência

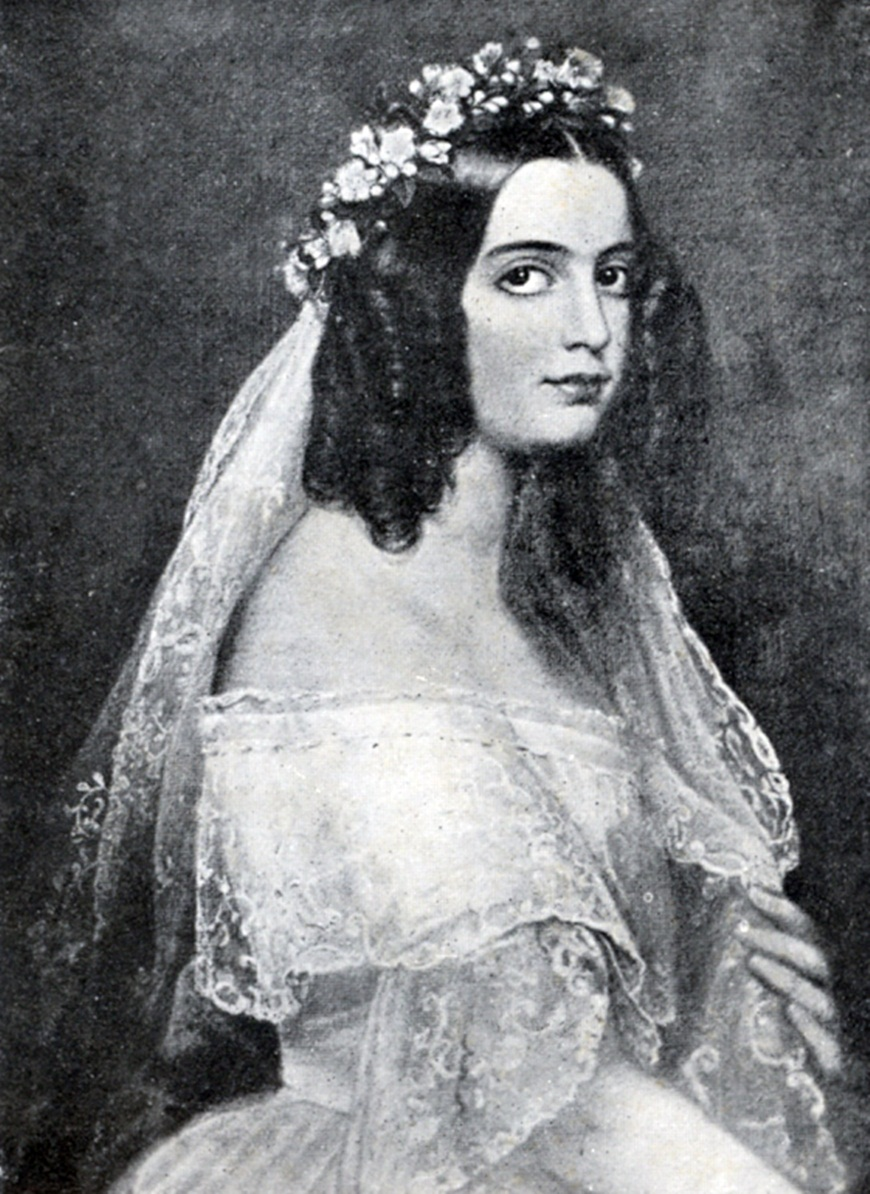
Isabel Maria, Duquesa de Goiás

Ernesto Fischler de Treuberg casou-se em 17 de abril de 1843, na cidade de Munique na Baviera, com Isabel Maria de Alcântara Brasileira, Duquesa de Goiás, filha do imperador Pedro I do Brasil e de sua amante Domitília de Castro Canto e Melo, Marquesa de Santos. A Duquesa era portanto irmã do imperador D. Pedro II do Brasil e da rainha D. Maria II de Portugal, O casamento foi arranjado pela imperatriz-viúva Amélia, madrasta da noiva. Dessa união nasceram quatro filhos:
- Maria Amélia Fischler de Treuberg (6 de fevereiro de 1844 – 30 de março de 1919)
- Fernando Fischler, 3.º Conde de Treuberg (1845–1897), 3º Conde de Treuberg e Barão de Holzen; casou-se com Rosine Antonie Therese de Poschinger. Com descendência.
- Augusta Maria Fischler de Treuberg (8 de outubro de 1846 – 16 de agosto de 1909) Casada com Maximilian, Barão Tänzl de Trazberg, com quem teve um filho e cinco filhas. Vivia no Castelo de Dietldorf.
- Francisco Xavier Fischler de Treuberg (2 de julho de 1855 – 1 de fevereiro de 1933), casou-se primeiro com Karoline de Wendt e depois com Ludovica Manuela Maria de Wendt. Teve descendência em ambos os casamentos.

### Morte

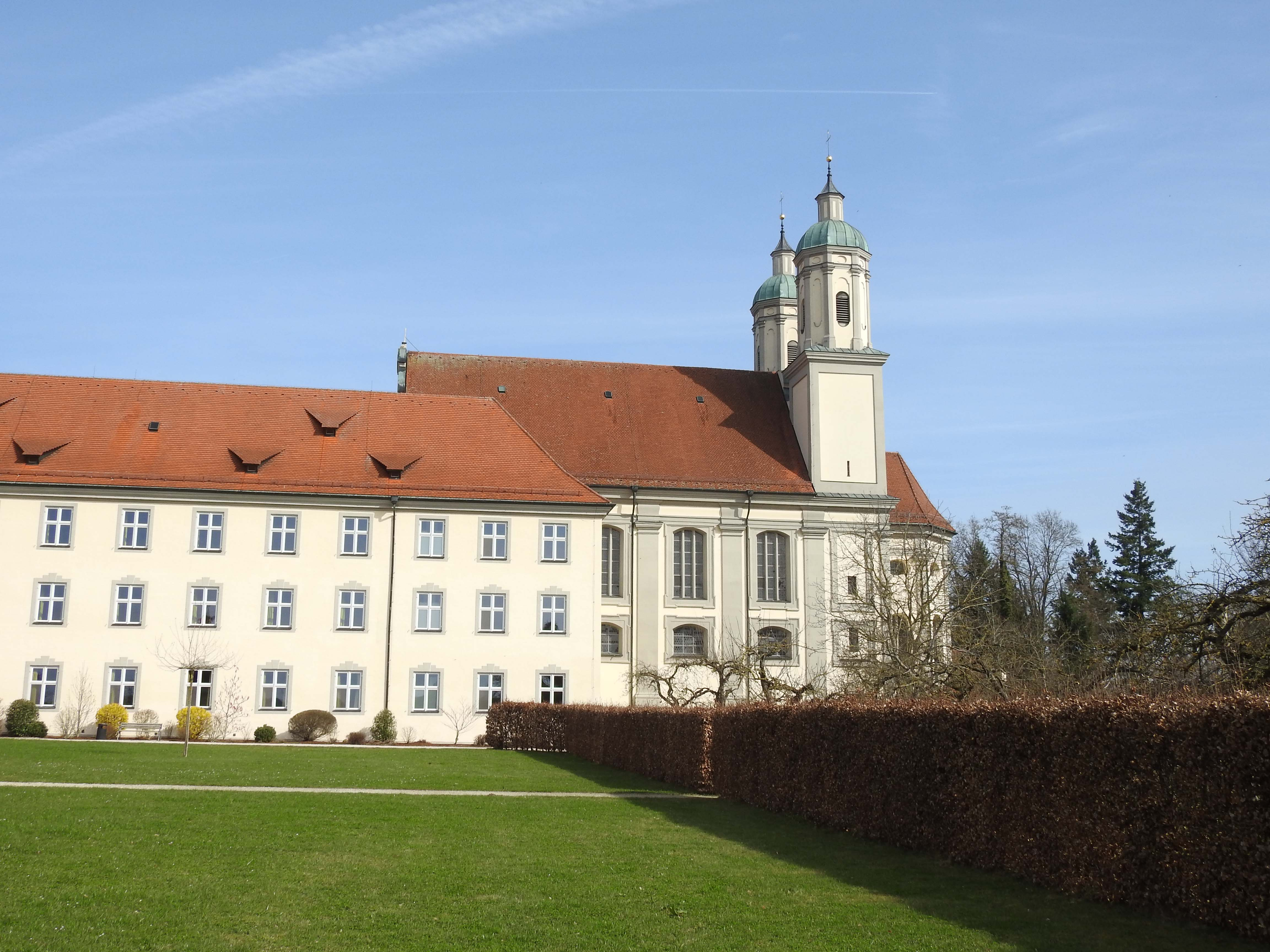
A igreja onde estão sepultados o Conde e a Duquesa

Ernesto morreu em Holzen, em 14 de março de 1867, aos 50 anos de idade. Foi sepultado junto à esposa, na Igreja do Mosteiro de São João Batista (Holzen) (em alemão: Klosterkirche Holzen St. Johannes der Täufer).